# 打ち子
打ち子（うちこ）とは、パチンコ・パチスロにおいて、個人や組織に雇われて遊戯する者の俗称。雇用者の指示に従い遊戯をするだけであるが、合法の場合と違法の場合がある。

## 合法の場合
1. 個人や組織が雇う場合、パチンコ・パチスロの正攻法として、勝率が高い台を数人で遊戯する事で勝率を更に高める為に利用される。パチンコ店のイベントやリニューアルオープン等を狙って大量に打ち子を雇う場合もある。行為自体に違法性は無いが、パチンコ店のルールに反するとして追い出される場合がある。
2. パチンコ店がサクラとして雇う場合で、ホールが繁盛していることを見せかけるための手段。報酬はあらかじめ決まっており、遊技代は店持ちで遊技する代わりに出玉の換金は全額返納をする。ただし遊技場組合を始め店側は打ち子の存在を一切認めていないため、公の存在ではない。詐欺罪などが成立する可能性はある。

## 違法の場合
ゴト師が雇う場合と、パチンコ店がサクラとして雇う場合、パチンコ店関係者等が金銭目的で雇う場合がある。
1. ゴト師が雇う場合は、ゴト師が台に細工を施し、打ち子が遊戯をする。窃盗の共謀共同正犯であり刑事罰の対象となる。
2. パチンコ店の関係者等に雇われる場合はサクラとは違い、純粋に営利目的で行われる。関係者が優良台の情報を提供し、打ち子が遊戯する。勝ち分の割合が報酬となる。業務上横領罪や窃盗の共謀共同正犯であり刑事罰の対象となる。双方にリスクがある為、打ち子も高報酬である[1]。

## その他
インターネットや雑誌で打ち子を募集していることもあるが、これは登録料を数十万円払わせる詐欺であることが多い。